# Гізер Мітчелл
Гізер Мітчелл (англ. Heather Mitchell) — австралійська акторка, найбільш відома за головними ролями в серіалах «Чарівник» (1995) та «Чарівник: країна Великого дракона» (1997).

## Фільмографія

### Фільми
| Рік  |   | Українська назва               | Оригінальна назва             | Роль                                                   |
| ---- | - | ------------------------------ | ----------------------------- | ------------------------------------------------------ |
| 1986 | ф | Малкольм                       | Malcolm                       | Barmaid                                                |
| 1987 | ф | Місце на узбережжі             | The Place at the Coast        | Марго Райян                                            |
| 1988 | ф | Вічно таємна сім'я             | The Everlasting Secret Family | дружина                                                |
| 1991 | ф | Доказ                          | Proof                         | мати Мартіна                                           |
| 1994 | ф | Весілля Мюріель                | Muriel's Wedding              | Bridal Manageress #1                                   |
| 1996 | ф | Діти революції                 | Children of the Revolution    |                                                        |
| 1997 | ф | Дякуючи Богу він зустрів Ліззі | Thank God He Met Lizzie       | Мелані                                                 |
| 1998 | ф | Часточка душі                  | A Little Bit of Soul          | спадкоємиця Грейса Майкла, його неврівноважена дружина |
| 2000 | ф | Любов в житті Лайонеля         | The Love of Lionel's Life     | Det Sgt(слідчий сержант)                               |
| 2000 | ф | На останньому березі           | On the Beach                  | британська телеведуча                                  |
| 2002 | ф | Чорне і біле                   | Black And White               |                                                        |
| 2003 | ф | Подорожні вогоні               | Travelling Light              | Алан Кінг                                              |
| 2004 | ф | Відшити                        | The Brush-Off                 | Фіона Ламберт                                          |
| 2006 | ф | Непереборний                   | Irresistible                  | Ріна                                                   |
| 2007 | ф | Крокодил                       | Rogue                         | мати Шеррі / Елізабет                                  |
| 2011 | ф | Невидимка Гріф                 | Griff the Invisible           | Бронвін                                                |
| 2013 | ф | Великий Гетсбі                 | The Great Gatsby              | мати Дейзі                                             |
| 2024 | ф | Рікі Стенікі                   | Ricky Stanicky                | Леона                                                  |

### Телесеріали
| Рік       |   | Українська назва                  | Оригінальна назва                    | Роль          |
| --------- | - | --------------------------------- | ------------------------------------ | ------------- |
| 1981—1993 | с | Практика країни                   | A Country Practice                   | Ангела Міллер |
| 1989—1996 | с | Терапевт                          | G.P.                                 | Б'янка        |
| 1990—1992 | с | Посольство                        | Embassy                              | Джилліан      |
| 1993      | с | Сім смертних гріхів               | Seven Deadly Sins                    | хіть          |
| 1995      | с | Чарівник                          | Spellbinder                          | Ашка          |
| 1997      | с | Чарівник: країна Великого дракона | Spellbinder: Land of the Dragon Lord | Ашка          |
| 1998—2009 | с | Всі святі                         | All Saints                           | Лойс Меллой   |
| 2003—2004 | с | Сноби                             | Snobs                                | Лойс Меллой   |
| 2005—2008 | с | На висоті синьої води             | Blue Water High                      | Хезер         |
| 2007      | с | Дощова тінь                       | Rain Shadow                          | Сара Болфор   |